# Titanfall 2
Titanfall 2 es un videojuego de acción en primera persona estilo mecha, que ha sido desarrollado por Respawn Entertainment y está distribuido por EA Games para Microsoft Windows, PlayStation 4 y Xbox One. Es la secuela de Titanfall y fue lanzado a la venta el 28 de octubre de 2016.
 

## Argumento
Con el inicio de la batalla de Demeter, la Milicia de La Frontera ahora está en la ofensiva, luchando para los recursos y el control de los planetas de La Frontera. La IMC, aunque debilitada por la falta de refuerzos de los sistemas centrales, sigue siendo una fuerza de lucha dominante que intenta expulsar a las fuerzas de la Milicia y a cualquier resistencia de su control de la frontera.
Jack Cooper, un fusilero de la Milicia de Clase 3, aspira a convertirse un día en un piloto en el frente de la guerra contra la IMC. Cooper había captado la atención del capitán Tai Lastimosa, un piloto veterano que había salvado la vida de Cooper en una batalla anterior. Aunque no estaba autorizado, Lastimosa había comenzado a dar entrenamientos virtuales a Cooper entre misiones usando una vaina de simulador VR. La formación de Cooper se interrumpe a medida que la 9.ª flota de la Milicia lleva a cabo un asalto en Typhon, un planeta deshabitado con una instalación de investigación de la IMC. En la batalla inicial, la mayoría de la 9.ª flota de la milicia es destruida por la IMC, aunque varios pilotos y soldados de la Milicia, incluyendo Cooper, sobreviven gracias a cápsulas de escape. Son rápidamente invadidos por las fuerzas terrestres de la IMC. 
El capitán Lastimosa viene a ayudar a Cooper y lo lleva a salvo, pero se ve abrumado por los Apex Predators, un equipo de mercenarios cualificados , dirigidos por Kuben Blisk, que trabaja para la IMC. Lastimosa es herido mortalmente y su Titán, BT-7274, queda incapacitado. Severamente herido, Lastimosa transfiere la autorización de BT a Cooper y le da su casco, armadura y kit de salto antes de sucumbir a sus lesiones. Después de que Cooper restaure el poder al Titán dañado, BT le explica la misión de Lastimosa: Operación especial 217; reunirse con el Mayor Anderson, el comandante de la misión, y ayudarlo en la finalización de su asignación original.
Después de deshacerse de los mercenarios de Blisk y llegar a la última posición conocida de Anderson, Cooper y BT encuentran el cuerpo de Anderson en una instalación de investigaciones abandonada de la IMC, la mitad inferior de su cuerpo por encima del suelo de la segunda planta y la mitad superior de su cuerpo por debajo del techo de la primera planta. Después de ver el informe de la misión de Anderson entregado por Sarah Briggs, Cooper y BT descubren que a Anderson se le dio un dispositivo montado en la muñeca para ayudarlo a navegar por las instalaciones, lo que le permitió viajar de un lado a otro simplemente apretando el puño. Cooper encuentra la otra mitad del cadáver de Anderson y equipa el dispositivo. Se descubre el horrible experimento que la IMC estaba llevando a cabo en el laboratorio: se había desarrollado una súper arma conocida como "Arma de Doblez", que utiliza tecnología de desplazamiento en el tiempo. Esta arma se pretende utilizar para destruir todos los planetas ocupados por las milicias, entre ellos Harmony, hogar de varios millones de civiles y cuartel general de la Milicia, que es el primer objetivo. Cooper también descubre que la tecnología de desplazamiento depende de una fuente de energía conocida como el Arca, y que es una versión reducida del prototipo del arma que destruyó el laboratorio inicialmente. Cooper y BT deciden transmitir una señal a la flota de la Milicia para iniciar un contraataque antes de que el arma pueda ser movilizada.
Después de alertar a la flota de la Milicia y movilizar a las tropas sobre el terreno, Sarah Briggs lidera un asalto contra la instalación de la IMC donde se guarda el Arca para poder tomarlo, llegando demasiado tarde para evitar que el dispositivo se cargue en el transbordador IMS Draconis. La Milicia trata de dar caza a la nave con buques robados de la IMC y Cooper lidera un asalto contra el super crucero de la IMC que acompaña y defiende al IMS Draconis en el camino para entregar el Arca. Cooper y BT consiguen abordar el Draconis y apoderarse del Arca, pero poco después son derribados por una explosión que los deja inconscientes, y son capturados por Blisk y su segundo al mando, Slone. 
En un intento por escapar de su cautividad, BT es herido mortalmente por Slone, pero proporciona a Cooper un kit SERE (Survive, Evade, Resist, Extract) que consiste en un Data Knife (cuchillo) y una Smart Pistol MK6 (pistola automática inteligente). Cooper recupera el núcleo de la CPU de BT y escapa.
Cooper consigue escapar del IMS Draconis para recibir un nuevo chasis de Titán Vanguard donde se reencuentra con BT tras reinstalar su núcleo de CPU. Con una carga de minigun mejorada a su disposición, Cooper y BT llevan a cabo un asalto final a la base donde se está preparando el Arma Doble para su uso contra Harmony. Después de matar a Slone, Cooper y BT tratan de recuperar el Arca, pero una explosión les deja fuera de combate. Blisk llega de nuevo, pero reafirma que es "leal sólo a un sueldo", dejando atrás a Cooper sin matarlo para que puedan luchar otro día.
La potencia auxiliar de BT se pone en línea justo cuando el arma se está preparando para disparar, y como no pueden desactivar el arma, BT se lanza hacia el núcleo del Arca y lanza a Cooper de vuelta hacia la superficie, antes de sacrificarse y detonar el núcleo de su reactor para destruir el arma, creando una explosión masiva. Cooper escapa del planeta por poco, y Sarah y Barker lo recogen antes de marcharse a una distancia segura, mostrando que Typhon ha sido destruido y que la amenaza del arma ha sido eliminada. El juego termina con un monólogo de Cooper, hablando de Sarah afirmando su estatus como piloto y oficialmente induciéndolo en el Cuerpo Marauder, así como él recordando sus experiencias con su amigo y socio caído, y que ningún Titán puede reemplazarlo.
En una escena poscréditos, el enlace neural de Titán al casco de Cooper se activa con un mensaje encriptado, lo que implica que BT aún está vivo dentro del casco de Cooper.